# Mexikanisches Baumwollschwanzkaninchen
Das Mexikanische Baumwollschwanzkaninchen (Sylvilagus cunicularius) ist eine Säugetierart aus der Gattung der Baumwollschwanzkaninchen innerhalb der Hasenartigen. Es ist endemisch in Mexiko verbreitet und lebt in Wald- und Wiesengebieten.

## Merkmale
Das Mexikanische Baumwollschwanzkaninchen ist eine relativ große Art der Gattung mit einem Körpergewicht von 1800 bis 2300 Gramm und einer Körpergröße von 48,5 bis 51,5 Zentimeter. Die Rückenfarbe und der Schwanz sind braungrau bis rötlich braun, die Bauchseite  ist weiß gefärbt. Das Fell ist dabei kurz und rau.

## Verbreitung

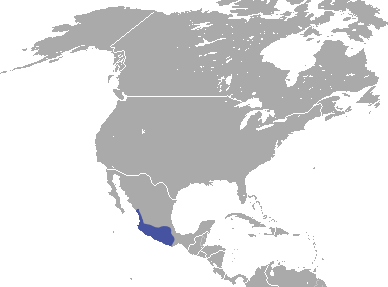
Verbreitungsgebiet des Mexikanischen Baumwollschwanzkaninchens

Das Mexikanische Baumwollschwanzkaninchen lebt endemisch in Mexiko. Das Verbreitungsgebiet reicht vom zentralen Sinaloa nach Süden entlang der Pazifikküste bis Oaxaca und das westliche Veracruz.
Die Höhenverbreitung reicht vom Meeresspiegel bis in Höhen von 4.300 Metern.

## Lebensweise
Das Mexikanische Baumwollschwanzkaninchen lebt in gemäßigten bis tropischen, sommergrünen Wäldern. In Zentral-Mexiko ist es häufig in Kiefern- und Kiefern-Eichenwäldern mit einem dichten Unterwuchs aus Gräsern der Gattungen Festuca, Agrostis und Mühlenbergia anzutreffen, die gemeinsam als „zacatones“ bezeichnet werden. In den Vulkangebieten am Popocatépetl, Iztaccíhuatl, Pelado und Nevado de Toluca lebt es in weniger dicht bewachsenen Habitaten und im Westen Mexikos findet man die Art in trockenen Wald- und Grasgebieten. In den Bergregionen südlich von Mexiko-Stadt kommt die Art gemeinsam (sympatrisch) mit dem Florida-Waldkaninchen (S. floridanus) und dem Vulkankaninchen (Romerolagus diazi) vor, in anderen Gebieten mit dem Audubon-Baumwollschwanzkaninchen (S. audubonii), dem Weißflankenhasen (Lepus callotis) und dem Eselhasen (Lepus californicus).
Paarungen dieser Art erfolgen über das gesamte Jahr, eine feste Paarungszeit gibt es nicht. Der Höhepunkt der Paarungssaison liegt zwischen März bis Oktober. Das Weibchen bringt pro Wurf durchschnittlich sechs Jungtiere zur Welt, die Tragdauer beträgt etwa 30 Tage.

## Systematik
Das Mexikanische Baumwollschwanzkaninchen wird als eigenständige Art den Baumwollschwanzkaninchen (Gattung Sylvilagus) zugeordnet. Erstmals wissenschaftlich beschrieben wurde es als Lepus cunicularius von George Robert Waterhouse im Jahr 1848. Es werden drei Unterarten unterschieden:
- Sylvilagus cunicularius cunicularius im zentralen Verbreitungsgebiet in den Bundesstaaten Michoacán, Guerrero und Oaxaca
- S. c. insolitus im nördlichen Verbreitungsgebiet von Sinaloa entlang der Pazifikküste bis Jalisco
- S. c. pacificus im südlichen Verbreitungsgebiet vom Süden Jaliscos entlang der Pazifikküste bis Oaxaca.

Laut morphologischen und genetischen Untersuchen ist das Tres-Marias-Baumwollschwanzkaninchen (Sylvilagus graysoni) der nächste Verwandte der Art.

## Gefährdung und Schutz
Das Mexikanische Baumwollschwanzkaninchen wird von der International Union for Conservation of Nature and Natural Resources (IUCN) aufgrund der Bestandsgröße und des großen Verbreitungsgebietes als nicht gefährdet (least concern) eingestuft. Ein Rückgang der Populationen ist nicht bekannt.